# San José de Feliciano megye
San José de Feliciano egy megye Argentínában, Entre Ríos tartományban. A megye székhelye San José de Feliciano.

## Települések
Önkormányzatok és települések (Municipios)
- - San José de Feliciano

Vidéki központok ( centros rurales de población)
- - Distrito Chañar
  - La Verbena
  - Laguna Benítez
  - San Víctor
  - La Esmeralda
  - Las Mulitas
  - La Hierra
  - Mulas Grandes